# لا وال آگوردینا
لا وال آگوردینا (به ایتالیایی: La Valle Agordina) یک کومونه در ایتالیا است که در استان بلونو واقع شده‌است.

## خصوصیات
لا وال آگوردینا ۴۸٫۷ کیلومترمربع مساحت و ۱٬۲۱۷ نفر جمعیت دارد.